# Denis Leonidovič Macuev
Denis Leonidovič Macuev (in russo Денис Леонидович Мацуев?; Irkutsk, 11 giugno 1975) è un pianista russo.

## Biografia

### L'infanzia a Irkutsk
È nato ad Irkutsk nella Federazione Russa in una famiglia di musicisti: la madre è un'insegnante di pianoforte e il padre un pianista e compositore ben noto nella regione.
Si mette presto in evidenza come bambino prodigio. All'età di tre anni dopo aver ascoltato una melodia alla televisione riesce a riprodurla fedelmente al pianoforte con un solo dito.
Suo padre intuisce subito il prodigioso talento del bambino e ne diviene il primo insegnante di musica. Fino all'età di 15 anni prosegue i suoi studi presso la scuola musicale di Irkutsk.
Nel frattempo ama anche giocare a hockey su ghiaccio e al calcio e per ben due volte si frattura il braccio. La cosa è oggetto di continue dispute con il padre.

### Gli anni a Mosca
Dal 1990 si trasferisce a Mosca con i familiari dove studia alla Scuola Centrale di musica.
Nel 1993, in Sudafrica partecipa al suo primo concorso pianistico internazionale, risultandone vincitore. Nello stesso anno entra al Conservatorio Čajkovskij di Mosca dove studia con i professori Alekseij Nassedkin e quindi con Sergeij Dorenskij.

### Il successo
Uscito dal Conservatorio, suona con l'Orchestra filarmonica di Mosca.
Nel 1998, all'età di 23 anni, vince il primo premio al Concorso internazionale Čajkovskij di Mosca nella categoria dedicata al pianoforte, sbaragliando i concorrenti e dando una svolta alla sua carriera.
Partecipa ai maggiori festival internazionali, si esibisce nei templi più prestigiosi della musica ed effettua tour in tutto il mondo con grandi nomi come Claudio Abbado, Lorin Maazel, Michail Pletnëv, Evgenij Fëdorovič Svetlanov e Jurij Chatuevič Temirkanov.
Grande interprete di Rachmaninov, il pianista oggi si produce in circa 150 concerti all'anno.
Denis Macuev ha assunto anche la direzione artistica di due festival in Russia: Stars on Baikal che si tiene ad Irkutsk e Crescendo di Mosca.
È un grande appassionato di musica jazz e spesso nei bis dei propri concerti esegue improvvisazioni su temi classici o standard jazz. Suona in formazione di trio e quartetto jazz. Macuev è stato il primo pianista a dare un concerto jazz alla Sala Grande del Conservatorio di Mosca.

## Discografia
- Denis Matsouev - Haydn, Liszt, Tchaikovsky, Prokofiev. & (P) 1997 NEW NAMES
- Denis Matsouev, piano - Haydn, Chopin, Liszt, Rachmaninov, Prokofiev. & (P) Vivendi 1999.
- Denis Matsouev, piano - Beethoven, Tchaikowsky, Liszt, Prokofiev. Collection Etoiles. Enregistrement en public - Eglise Notre-Dame d'Auvers-sur-Oise, 27.05.2000
- Matsuev - Liszt: Mephisto Waltz S.514, Schumann: Symphonic Etudes op. 13, Schubert: Piano Sonata No.14 in a minor D.784. Sacrambow (Japan), & (P) 2000 Japan Arts
- Classic Masterpieces. Budapest Philharmonic Orchestra. Conductor Rico Saccani. Tchaikovsky - Piano concertos Nos. 1 & 2. Soloist: Denis Matsouev. & (P) 2003 Independent Music & Media Alliance Ltd.
- Denis Matsuev - Tribute to Horowitz. Liszt, Bizet-Horowitz, Rossini-Ginzburg. (P) & 2004 BMG Russia.
- Mariss Jansons - Symphonieorchester Des Bayerischen Rundfunks - Denis Matsuev. Stravinsky - Firebird Suite, Shchedrin - Piano Concerto No.5. 2005 Sony BMG Music Entertainment
- Denis Matsuev - Stravinsky & Tchaikovsky. I. Stravinsky - Three Movements From Petrouchka, P.I.Tchaikovsky - The Seasons. RCA Red Seal. (P) & 2005 Sony BMG Music Entertainment.
- Tchaikovsky: Piano Concerto No 1 & Shostakovich: Concerto for Piano, Trumpet and Strings.  St Petersburg PO/Temirkanov. RCA Red Seal (P) & 2007 Sony BMG Music Entertainment.